# Gran Premio d'Ungheria 2021
Il Gran Premio d'Ungheria 2021 è stata l'undicesima prova della stagione 2021 del campionato mondiale di Formula 1. La gara si è disputata domenica 1º agosto sul circuito dell'Hungaroring di Budapest, in Ungheria, ed è stata vinta dal francese Esteban Ocon su Alpine-Renault, al primo successo in carriera; Ocon ha preceduto all'arrivo il britannico Lewis Hamilton su Mercedes e lo spagnolo Carlos Sainz Jr. su Ferrari.
Il tedesco Sebastian Vettel su Aston Martin-Mercedes, secondo all'arrivo, è squalificato dalla classifica finale del Gran Premio a causa della poca quantità di carburante rimasta dentro il serbatoio della sua vettura, dopo le verifiche effettuate dalla Federazione al termine della gara.

## Vigilia

### Sviluppi futuri
Il motore della Ferrari denominato Superfast destinato al progetto 672 della successiva stagione dispone di una nuova lega. L'unità, infatti, non avrà turbo e compressore separati, ma disporrà di inedite leghe che permetteranno di resistere alle sollecitazioni del sei cilindri.
Il Gran Premio d'Italia in programma il successivo 12 settembre viene stabilito come il secondo evento di tre previsti per questa stagione, dopo il Gran Premio di Gran Bretagna, dove verrà utilizzato il format della Qualifica Sprint. La Federazione annuncia anche la programmazione dell'evento, seguendo quanto già stabilito a Silverstone. Al venerdì la prima sessione di prove libere si tiene dalle 14:30 alle 15:30, con le tradizionali qualifiche che si tengono dalle 18:00 alle 19:00; al sabato la seconda sessione di prove libere è prevista dalle 12:00 alle 13:00, con il nuovo formato delle Qualifiche Sprint in programma alle 16:30; la domenica l'orario di partenza del Gran Premio è fissato alle 15:00. Per la gara italiana, a differenza dell'edizione 2020 disputatasi a porte chiuse a causa della pandemia di COVID-19, viene consentito agli spettatori di assistere al Gran Premio, ma solo quelli muniti del certificato COVID digitale dell'UE previsto per la gestione dell'emergenza sanitaria, con la capienza stabilita al 50%.
Dopo la sperimentazione del format della Qualifica Sprint avvenuto per la prima volta nella storia della Formula 1 nel Gran Premio di Gran Bretagna, il direttore di gara Michael Masi si è detto possibilista su un'eventuale revisione di alcuni aspetti di questo nuovo formato, già a partire dal successivo Gran Premio d'Italia dove il programma della gara prevede questa sessione. Molti piloti, infatti, non hanno apprezzato la scelta di assegnare la pole position del Gran Premio al vincitore della Qualifica Sprint. La Federazione, inoltre, valuta di assegnare punteggi maggiori in futuro in quanto la Qualifica Sprint ha la durata di un terzo di una gara normale.
Gli organizzatori del Gran Premio d'Arabia Saudita, che segna il debutto nel campionato mondiale di Formula 1 in programma il successivo 5 dicembre sul circuito di Gedda, si candidano a ospitare la terza Qualifica Sprint della stagione, in caso di annullamento in calendario del debutto del Gran Premio di San Paolo in programma il prossimo 7 novembre sul circuito di Interlagos a causa della pandemia di COVID-19. Il Gran Premio d'Arabia Saudita, comunque, potrebbe essere spostato all'ultimo appuntamento della stagione, in un'ipotesi di scambio di date con il Gran Premio di Abu Dhabi. Gli Emirati Arabi Uniti fanno parte del gruppo di Paesi attenzionati dal Regno Unito per quanto riguarda gli spostamenti legati alla quarantena sull'emergenza sanitaria. Il personale della Formula 1 che si reca nel Paese dunque, dovrebbe scontare una quarantena di 10 giorni prima di rientrare nel Regno Unito.
I test invernali relativi alla stagione 2022 si disputeranno in due sessioni da tre giorni, ma in due sedi diverse. La prima sessione è in programma sul circuito di Catalogna, sede del Gran Premio di Spagna, dal 23 al 25 febbraio, mentre la seconda sul circuito di Manama, sede del Gran Premio del Bahrein, dall'11 al 13 marzo, come successo per la prima volta in questo anno.

### Aspetti tecnici
Per questa gara la Pirelli, fornitrice unica degli pneumatici, porta gomme di mescola C2, C3 e C4, le tre mescole centrali della gamma.
La Federazione stabilisce due zone per l'utilizzo del Drag Reduction System: la prima sul rettifilo dei box, la seconda tra la curva 1 e la curva 2. Vi è un unico punto per la determinazione del distacco fra piloti, fissato prima della curva 14.
La Federazione stabilisce tre punti del tracciato dove i piloti sono costretti a rispettare i limiti di quest'ultimo. I punti in questione riguardano l'uscita delle curve 4, 11 e 12. Andando oltre i limiti del tracciato in questi tre punti i piloti vedranno il tempo cancellato dalla direzione di gara e immediatamente quello successivo non rispettando i limiti all'uscita delle curve 11 e 12. Successivamente la Federazione modifica quanto stabilito, non cancellando il tempo successivo in caso i piloti oltrepassino i limiti all'uscita delle curve 11 e 12.
Vengono installate nuove recinzioni alla curva 13. Un nuovo guard rail viene posizionato all'entrata della corsia dei box, mentre la linea bianca d'uscita della pit lane è stata ristretta in modo da misurare quattro metri dal bordo del tracciato.
La Federazione emana una nuova direttiva che riguarda i pit stop, che vengono rallentati da questo Gran Premio, con l'obiettivo di renderli più sicuri e limitare così il rischio di vetture che rientrano in pista o in pit lane con i dadi delle ruote non fissati perfettamente con i rischi che ne conseguono a livello di sicurezza. Successivamente viene stabilito che, a partire dal successivo Gran Premio del Belgio, la Federazione elimina una parte della direttiva. Il tempo di reazione minimo di 0"15 è stato eliminato e i due decimi tra il rilascio della vettura dal cavalletto e la ripartenza è stato invece trasformato in un divario permissibile di un decimo.
Dopo l'incidente verificatosi nel corso del primo giro nel precedente Gran Premio di Gran Bretagna tra Max Verstappen e Lewis Hamilton, i notevoli danni, tra cui quelli relativi alla power unit occorsi sulla Red Bull RB16B del pilota olandese, possono costringere il team austriaco alla forzata sostituzione del motore. Per questo motivo il motopropulsore viene inviato a Sakura nella fabbrica Honda, dove viene esaminato dagli ingegneri. Un esito negativo dell'analisi potrebbe spingere alla sostituzione dell'unità. In ogni caso non sarebbero previste penalità, dato che l'olandese prima di Silverstone aveva utilizzato la seconda specifica e il limite regolamentare è fissato a tre. Dalle verifiche effettuate, la power unit è risultata integra.
Prima dell'inizio della prima sessione di prove libere del venerdì sulla vettura di Fernando Alonso viene sostituita l'MGU-H, montando la terza unità. Sulle vetture di Max Verstappen, Yuki Tsunoda e Pierre Gasly viene sostituito l'impianto di scarico, montando la quarta unità, così come sulla vettura di Esteban Ocon, dove viene invece installata la settima unità. Tutti i piloti non sono penalizzati sulla griglia di partenza in quanto tutti i nuovi componenti installati rientrano tra quelli sostituibili entro il numero massimo prestabilito.
A partire dalla terza sessione di prove libere del sabato le squadre hanno a disposizione un set di pneumatici intermedi aggiuntivo in quanto prevista pioggia per il resto del weekend del Gran Premio.

### Aspetti sportivi
Il Gran Premio si disputa nella sua collocazione classica nel calendario, tra la fine del mese di luglio e l'inizio del mese di agosto, dopo che l'edizione del 2020 fu disputata, per la prima volta, con largo anticipo, nel mese di luglio, in quanto l'evento vide l'inversione di date con il Gran Premio di Gran Bretagna, anticipando così di due settimane la disputa della gara ungherese rispetto alla data originale prevista, a causa delle problematiche legate alla pandemia di COVID-19.
A differenza della precedente edizione, svoltasi a porte chiuse per via dell'emergenza sanitaria, il Gran Premio, come la maggior parte delle gare tenutesi nella parte centrale del campionato, permette ai tifosi di seguire la gara dalle tribune, ma solo dopo avere superato rigidi controlli. Il pubblico può assistere alla premiazione solo rimanendo ai propri posti sulle tribune. Inoltre per entrare nell'impianto bisogna necessariamente avere un braccialetto speciale, che certifichi l'immunità dal SARS-CoV-2.
A partire da questo Gran Premio, la FIA vieta le intromissioni nell'ufficio dei commissari, dopo il comportamento tenuto nella gara precedente da Toto Wolff e Christian Horner, team principal rispettivamente di Mercedes e Red Bull Racing, per via dell'incidente occorso durante il primo giro tra Max Verstappen e Lewis Hamilton. Per chi non dovesse rispettare questa nuova linea guida, sono previste concrete sanzioni. Si passa da una reprimenda a una multa, fino alla decurtazione di punti e, in casi estremi, alla squalifica.
Cristiano Fiorio, in precedenza legato al gruppo Fiat Chrysler Automobiles dove per parecchi anni ha ricoperto diversi ruoli all'interno dell'azienda, viene nominato responsabile di Alfa Romeo in Formula 1. Fiorio assume la responsabilità del progetto, focalizzato nel massimizzare i risultati, a seguito dell'annuncio da parte di Alfa Romeo Racing del rinnovo pluriennale della partnership con il team svizzero Sauber con sede a Hinwil avvenuto alla vigilia della gara precedente a Silverstone.
La Red Bull Racing licenzia un proprio dipendente per uno scambio di messaggi privati, pubblicati sulle piattaforme social, con stampo razzista.
In questa stagione, il Gran Premio è sponsorizzato da Rolex, come già accaduto nell'edizione 2018 e 2019.
Robert Kubica prende il posto di Kimi Räikkönen all'Alfa Romeo Racing, nel corso della prima sessione di prove libere del venerdì.
L'ex pilota di Formula 1 Vitantonio Liuzzi è nominato commissario aggiunto da parte della FIA. L'italiano ha svolto in passato, in diverse occasioni, tale funzione, l'ultima al Gran Premio di Monaco. Per questo Gran Premio, è la casa automobilistica tedesca Mercedes a fornire la safety car e la medical car.

## Prove

### Resoconto
Max Verstappen su Red Bull Racing ottiene il miglior tempo, nella sessione del venerdì mattina. La pista è stata caratterizzata da una temperatura molto alta dell'asfalto di 57 °C. L'olandese ha utilizzato gomme soft, ma è stato anche penalizzato, nel suo miglior tentativo, dalla presenza di traffico in pista. La vettura ha fornito un'ottima prestazione anche nella simulazione di gara, montando gomme hard. Staccato di meno di un decimo è il pilota della Mercedes Valtteri Bottas, capace di staccare di oltre un decimo il suo compagno di scuderia, Lewis Hamilton. I primi tre classificati sono gli unici capaci di chiudere il giro in meno di un minuto e 17 secondi.
La sessione è stata anche interrotta con bandiera rossa, quando mancavano venti minuti alla sua conclusione. Yuki Tsunoda ha perso il controllo della sua AlphaTauri, alla curva 4. La vettura, dopo un testacoda, è andata contro le barriere. Anche Fernando Alonso ha perso il controllo della sua monoposto, nella stessa curva, ma senza che la vettura poi finisse nella via di fuga.
Sono stati due i tempi cancellati ai piloti per avere oltrepassato i limiti della pista all'uscita della curva 4, mentre uno il tempo cancellato per avere oltrepassato i limiti all'uscita della curva 11, durante la prima sessione di prove libere del venerdì. Nel primo caso si sono visti cancellare il tempo Antonio Giovinazzi e Mick Schumacher; nel secondo caso si è visto cancellare il tempo Nikita Mazepin.
Nella sessione pomeridiana del venerdì la situazione si ribalta. Sempre con una temperatura dell'asfalto elevata, in questo caso di 63 °C, sono le Mercedes a dettare il ritmo, con Bottas che fa meglio di Hamilton per pochi millesimi. Verstappen, il migliore del mattino, è terzo. La sua vettura sembra presentare dei problemi di bilanciamento. Alle spalle dei primi tre, che hanno confermato la loro superiorità in entrambe le sessioni, si posiziona Esteban Ocon, che precede Sergio Pérez. Al pomeriggio sono i primi cinque piloti a scendere al di sotto del minuto e 18. Tsunoda, dopo l'incidente nella prima sessione, completa pochi giri, per il protrarsi degli interventi sulla sua monoposto.
Sono stati tre i tempi cancellati ai piloti per avere oltrepassato i limiti della pista all'uscita della curva 11, durante la seconda sessione di prove libere del venerdì. Si sono visti cancellare il tempo Nikita Mazepin, Antonio Giovinazzi e Lewis Hamilton.
Al termine della seconda sessione di prove libere sulle vetture di Max Verstappen e Sebastian Vettel vengono sostituite le trasmissioni. Entrambi i piloti non sono penalizzati sulla griglia di partenza in quanto non hanno completato il precedente Gran Premio a Silverstone.
Nella notte tra il venerdì e il sabato la Ferrari, rispettando il limite di tempo stabilito dal regolamento, ha sfruttato, senza ricevere sanzioni, la prima delle due possibilità concesse per le operazioni da effettuare sulle vetture.
Prima dell'inizio della sessione di prove libere del sabato sulla vettura di Carlos Sainz Jr. viene sostituito il motore a combustione interna, il turbocompressore e l'MGU-H, montando la terza unità, insieme all'impianto di scarico, dove viene installata la quinta unità. Sulla vettura di Max Verstappen viene sostituita l'unità di controllo elettronico, montando la seconda unità, mentre sulla vettura di Sergio Pérez viene sostituito l'impianto di scarico, montando la quarta unità. Tutti i piloti non sono penalizzati sulla griglia di partenza in quanto tutti i nuovi componenti installati rientrano tra quelli sostituibili entro il numero massimo prestabilito.
I primi tre delle libere del venerdì si ripropongono anche al sabato. Questa volta, però, è Hamilton il migliore, per 88 millesimi su Verstappen e oltre due decimi su Bottas. Hamilton e Verstappen sono gli unici a scendere sotto il minuto e 17 secondi. Dietro a questi piloti sono in risalita le Ferrari, in difficoltà al venerdì.
Mick Schumacher è uscito di pista alla curva 11. La sua Haas è terminata contro le barriere a bordo pista. La direzione di gara è stata anche costretta a interrompere la sessione. Al termine delle prove libere del sabato, la scuderia è costretta, sulla sua vettura, a sostituire il cambio. Il pilota tedesco è perciò penalizzato di cinque posizioni sulla griglia di partenza.
Sono stati due i tempi cancellati ai piloti per avere oltrepassato i limiti della pista all'uscita della curva 11, durante la sessione di prove libere del sabato. Si sono visti cancellare il tempo Antonio Giovinazzi e Kimi Räikkönen.
Antonio Giovinazzi viene convocato dai commissari sportivi per essere stato rimandato in pista dopo avere lasciato i box in condizioni non di sicurezza mentre sopraggiungeva Lance Stroll nella corsia della pit lane. L'Alfa Romeo Racing viene sanzionata di 5 000 euro dalla FIA. Giovinazzi viene inoltre convocato insieme a Pierre Gasly in quanto ha ostacolato il pilota francese durante un tentativo veloce di quest'ultimo. Il pilota italiano riceve una reprimenda, la prima della stagione.

### Risultati
Nella prima sessione del venerdì si è avuta questa situazione:
| Pos | Nº | Pilota          | Costruttore           | Tempo    | Gap    | Giri |
| --- | -- | --------------- | --------------------- | -------- | ------ | ---- |
| 1   | 33 | Max Verstappen  | Red Bull Racing-Honda | 1'17"555 |        | 21   |
| 2   | 77 | Valtteri Bottas | Mercedes              | 1'17"616 | +0"061 | 26   |
| 3   | 44 | Lewis Hamilton  | Mercedes              | 1'17"722 | +0"167 | 25   |

Nella seconda sessione del venerdì si è avuta questa situazione:
| Pos | Nº | Pilota          | Costruttore           | Tempo    | Gap    | Giri |
| --- | -- | --------------- | --------------------- | -------- | ------ | ---- |
| 1   | 77 | Valtteri Bottas | Mercedes              | 1'17"012 |        | 29   |
| 2   | 44 | Lewis Hamilton  | Mercedes              | 1'17"039 | +0"027 | 27   |
| 3   | 33 | Max Verstappen  | Red Bull Racing-Honda | 1'17"310 | +0"298 | 24   |

Nella sessione del sabato mattina si è avuta questa situazione:
| Pos | Nº | Pilota          | Costruttore           | Tempo    | Gap    | Giri |
| --- | -- | --------------- | --------------------- | -------- | ------ | ---- |
| 1   | 44 | Lewis Hamilton  | Mercedes              | 1'16"826 |        | 20   |
| 2   | 33 | Max Verstappen  | Red Bull Racing-Honda | 1'16"914 | +0"088 | 13   |
| 3   | 77 | Valtteri Bottas | Mercedes              | 1'17"055 | +0"229 | 15   |

## Qualifiche

### Resoconto
All'inizio della sessione di qualifica la temperatura dell'aria è di 29 °C, mentre quella dell'asfalto segna 58 °C. Nei primi minuti sono i piloti delle scuderie di seconda fascia a fare segnare i migliori tempi, fino all'arrivo di Valtteri Bottas (1'16"610), battuto immediatamente da Lewis Hamilton (1'16"424) e da Max Verstappen (1'16"214). Pierre Gasly s'inserisce alle spalle di Bottas mentre Daniel Ricciardo rimonta sesto. Le due Ferrari sembrano potersi mettere in una situazione tranquilla, con Carlos Sainz Jr. che è scalato quarto e Charles Leclerc settimo. Lo spagnolo sembra avere bloccato Tsunoda, uscendo dai box, ma i commissari non prendono provvedimenti al riguardo.
George Russell, entrato in Q3 negli ultimi due Gran Premi, non riesce a ripetersi, tanto che, a causa di un errore nell'ultimo tentativo, viene eliminato, per la prima volta in stagione, in Q1. Si migliorano, invece, Vettel, Räikkönen e Stroll. Vengono eliminati Tsunoda, Russell, l'altro pilota della Williams Latifi, oltre ai piloti della Haas. I meccanici della scuderia statunitense non sono stati in grado di riparare in tempo la monoposto di Mick Schumacher, che così non ha preso parte alle prove ufficiali.
Il caldo continua ad aumentare sulla pista, tanto che l'asfalto tocca i 63 °C in Q2. Hamilton fa segnare il tempo di riferimento, (1'16"553), mentre Max Verstappen si ferma a due decimi. Entrambi i piloti hanno optato per gomme medie. Alonso, terzo, così come Vettel e Pierre Gasly, gli altri due piloti che completano le prime cinque posizioni, sono su mescola morbida. Poco dopo scala al secondo posto Leclerc, anche lui su gomme morbide. Negli istanti successivi Sainz Jr. va a sbattere all'ultima curva del tracciato. La sessione viene interrotta con bandiera rossa, quando mancano poco più di sei minuti al termine della sessione. Norris, Stroll, Räikkönen, Sainz Jr. e Giovinazzi sono i piloti in zona eliminazione.
Alla ripartenza Gasly è capace di fare segnare il tempo migliore (1'16"394), presto superato da Verstappen (1'15"650). L'olandese della Red Bull Racing ha però cambiato strategia, cercando il tempo con gomme morbide, che quindi diventano la sua scelta per la partenza della gara. Scala poi secondo Norris, mentre Pérez, l'altro pilota della Red Bull, è quarto, anche lui con una strategia che prevede ora la partenza su mescola morbida. Non passano alla fase decisiva Ricciardo, Stroll, Räikkönen, Giovinazzi e Sainz Jr..
Il primo pilota a fare segnare un tempo nella Q3 è Esteban Ocon; il tempo del francese è battuto da Leclerc. In seguito è Hamilton a prendere la vetta con 1'15"419, con tre decimi di margine su Bottas e mezzo secondo su Verstappen. L'olandese si lamenta via radio dello scarso feeling con le gomme. Vettel è l'unico pilota che effettua un solo tentativo veloce, uscendo in pista quando tutti gli altri nove piloti sono ai box, chiudendo con l'ottavo tempo. Gli altri attendono gli ultimi istanti utili per entrare in pista per il loro secondo tentativo. Le due Mercedes procedono, nel giro di lancio, lentamente, seguite dalle vetture di Verstappen e Pérez. Quest'ultimo, a causa di questo ritmo lento, non riesce a partire in tempo, prima che venga esposta la bandiera a scacchi.
Hamilton si conferma primo, senza migliorare la sua prestazione, davanti a Bottas e le due Red Bull. Gasly, invece, migliora, scalando quinto. Per il britannico è la ottava pole position nel Gran Premio d'Ungheria, la centunesima in totale.

### Risultati
Nella sessione di qualifica si è avuta questa situazione:
| Pos                         | Nº | Pilota             | Costruttore               | Q1          | Q2          | Q3       | Griglia |
| --------------------------- | -- | ------------------ | ------------------------- | ----------- | ----------- | -------- | ------- |
| 1                           | 44 | Lewis Hamilton     | Mercedes                  | 1'16"424    | 1'16"553    | 1'15"419 | 1       |
| 2                           | 77 | Valtteri Bottas    | Mercedes                  | 1'16"569    | 1'16"702    | 1'15"734 | 2       |
| 3                           | 33 | Max Verstappen     | Red Bull Racing-Honda     | 1'16"214    | 1'15"650    | 1'15"840 | 3       |
| 4                           | 11 | Sergio Pérez       | Red Bull Racing-Honda     | 1'17"233    | 1'16"443    | 1'16"421 | 4       |
| 5                           | 10 | Pierre Gasly       | AlphaTauri-Honda          | 1'16"874    | 1'16"394    | 1'16"483 | 5       |
| 6                           | 4  | Lando Norris       | McLaren-Mercedes          | 1'17"081    | 1'16"385    | 1'16"489 | 6       |
| 7                           | 16 | Charles Leclerc    | Ferrari                   | 1'17"084    | 1'16"574    | 1'16"496 | 7       |
| 8                           | 31 | Esteban Ocon       | Alpine-Renault            | 1'17"367    | 1'16"766    | 1'16"653 | 8       |
| 9                           | 14 | Fernando Alonso    | Alpine-Renault            | 1'17"123    | 1'16"541    | 1'16"715 | 9       |
| 10                          | 5  | Sebastian Vettel   | Aston Martin-Mercedes     | 1'17"105    | 1'16"794    | 1'16"750 | 10      |
| 11                          | 3  | Daniel Ricciardo   | McLaren-Mercedes          | 1'17"664    | 1'16"871    | N.D.     | 11      |
| 12                          | 18 | Lance Stroll       | Aston Martin-Mercedes     | 1'17"038    | 1'16"893    | N.D.     | 12      |
| 13                          | 7  | Kimi Räikkönen     | Alfa Romeo Racing-Ferrari | 1'17"553    | 1'17"564    | N.D.     | 13      |
| 14                          | 99 | Antonio Giovinazzi | Alfa Romeo Racing-Ferrari | 1'17"776    | 1'17"583    | N.D.     | 14      |
| 15                          | 55 | Carlos Sainz Jr.   | Ferrari                   | 1'16"649    | senza tempo | N.D.     | 15      |
| 16                          | 22 | Yuki Tsunoda       | AlphaTauri-Honda          | 1'17"919    | N.D.        | N.D.     | 16      |
| 17                          | 63 | George Russell     | Williams-Mercedes         | 1'17"944    | N.D.        | N.D.     | 17      |
| 18                          | 6  | Nicholas Latifi    | Williams-Mercedes         | 1'18"036    | N.D.        | N.D.     | 18      |
| 19                          | 9  | Nikita Mazepin     | Haas-Ferrari              | 1'18"922    | N.D.        | N.D.     | 19      |
| Tempo limite 107%: 1'21"548 |    |                    |                           |             |             |          |         |
| NQ                          | 47 | Mick Schumacher    | Haas-Ferrari              | senza tempo | N.D.        | N.D.     | 20      |

In grassetto sono indicate le migliori prestazioni in Q1, Q2 e Q3.

## Gara

### Resoconto
Prima dell'inizio del Gran Premio sulla vettura di Max Verstappen viene sostituito il motore a combustione interna, il turbocompressore, l'MGU-H e l'MGU-K, montando la terza unità, insieme all'impianto di scarico, dove viene installata la quarta unità. Il pilota olandese non è penalizzato sulla griglia di partenza in quanto tutti i nuovi componenti installati rientrano tra quelli sostituibili entro il numero massimo prestabilito.
La partenza avviene con una leggera pioggia, tanto che tutti i piloti optano per le gomme da bagnato intermedio. Al via Lewis Hamilton mantiene il comando, mentre parte male Valtteri Bottas, che viene sfilato da diverse vetture. Arrivato alla prima curva il finlandese tampona Lando Norris, che a sua volta finisce contro la vettura di Max Verstappen. Bottas, proseguendo nella corsa, colpisce la monoposto di Sergio Pérez. Anche Lance Stroll commette un errore, finisce contro Charles Leclerc che, a sua volta, coinvolge Daniel Ricciardo. La direzione di gara prima decide per l'invio in pista della safety car, poi opta per la sospensione della gara. Al momento dell'interruzione Hamilton comanda la gara, davanti a Esteban Ocon, Sebastian Vettel, Carlos Sainz Jr., Yuki Tsunoda, Nicholas Latifi e Fernando Alonso. Non possono più proseguire Bottas, Pérez, Norris, Leclerc e Stroll. Verstappen e Ricciardo, pur con una vettura danneggiata, possono riprendere il via.
Le condizioni atmosferiche migliorano, ma tutti i piloti decidono, alla ripartenza, di conservare le gomme da bagnato intermedio. Tutti, ad eccezione di Hamilton, al termine del giro di schieramento, rientrano ai box per passare alle gomme slick. Hamilton si trova così da solo sulla griglia di partenza, ricordando un po' la partenza del Gran Premio degli Stati Uniti d'America 2005 quando si schierarono solamente sei monoposto. Nel caos dei cambi gomme Kimi Räikkönen viene rimandato in pista al sopraggiungere di Nikita Mazepin; nel contatto ha la peggio il russo, che è costretto al ritiro. Hamilton, dopo solo un giro, rientra ai box, per passare alle gomme da asciutto. Il britannico rientra in gara ultimo, mentre il Gran Premio è comandato da Ocon, davanti a Vettel e Latifi. I primi due costruiscono subito un bel margine sul canadese, che fa un po' da tappo a Tsunoda e Sainz Jr.. Verstappen e Hamilton, entrambi nelle retrovie, riescono a passare Schumacher. Il britannico si ferma al diciannovesimo passaggio, per montare gomme dure. Viene rimandato in pista davanti a Verstappen e Ricciardo.
Al ventunesimo giro si ferma Russell, poi seguono Tsunoda e Latifi. Tutti scelgono la mescola più dura. A questo punto Sainz Jr. è scalato terzo, e si trova davanti a Alonso e al duo dell'AlphaTauri. Alle spalle di questi due è risalito Hamilton. Il pilota della Mercedes passa, al trentaduesimo giro, Tsunoda, per la quinta posizione, recuperata dopo il pit stop di Gasly. Sempre al trentaduesimo passaggio Sainz Jr. effettua la sua sosta. Tra il trentaseiesimo e il trentasettesimo giro c'è il cambio gomme per Vettel e Ocon. Ciò consente ad Alonso di trovarsi in testa, fino al trentanovesimo giro, quando anche lo spagnolo cambia gli pneumatici. Il pilota dell'Alpine torna in gara quinto, alle spalle di Hamilton. L'altro pilota della scuderia francese, Ocon, è sempre al comando, davanti a Vettel e Sainz Jr.. Vettel si avvicina al francese, ma non riesce mai a impensierirlo per il primo posto.
Al quarantasettesimo passaggio Hamilton si ferma ancora per montare gomme medie. Il britannico torna in gara alle spalle di Alonso. Il suo ritmo però è notevole, tanto da girare tre secondi più veloce di tutti gli altri piloti in gara. Da quel momento ingaggia una lunga battaglia con Alonso, che si conclude solo al sessantacinquesimo giro, con il sorpasso ai danni dello spagnolo. Hamilton raggiunge, e passa, in un paio di giri, Sainz Jr., in evidente crisi con gli pneumatici, e riesce ad avvicinarsi al duo di testa, senza però avere la possibilità di giocarsi la vittoria.
Esteban Ocon vince il suo primo Gran Premio in carriera in Formula 1, precedendo Hamilton e Sainz Jr., dopo la squalifica ai danni di Vettel, originariamente giunto secondo. È il centoundicesimo pilota diverso a vincere una gara iridata. Colgono punti le due Williams, per la prima volta nei primi dieci classificati dal Gran Premio d'Italia 2018. Per l'Alpine è la prima vittoria, da quando ha cambiato denominazione. Con la precedente denominazione Renault l'ultimo successo risaliva al Gran Premio del Giappone 2008 con Alonso. La scuderia francese torna alla vittoria sul tracciato dell'Hungaroring dopo diciotto anni con lo stesso Alonso. La motorizzazione Renault conquista la vittoria per la prima volta dal Gran Premio del Belgio 2014 con Daniel Ricciardo su Red Bull Racing. Gasly coglie, per la terza volta in carriera, il giro veloce, dopo avere montato gomme morbide, negli ultimi giri. L'AlphaTauri ottiene il suo primo giro veloce da quando ha cambiato denominazione.

### Risultati
I risultati del Gran Premio sono i seguenti:
| Pos | Nº | Pilota             | Costruttore               | Giri | Tempo/Ritiro                | Griglia | Punti |
| --- | -- | ------------------ | ------------------------- | ---- | --------------------------- | ------- | ----- |
| 1   | 31 | Esteban Ocon       | Alpine-Renault            | 70   | 2h04'43"199                 | 8       | 25    |
| 2   | 44 | Lewis Hamilton     | Mercedes                  | 70   | +2"736                      | 1       | 18    |
| 3   | 55 | Carlos Sainz Jr.   | Ferrari                   | 70   | +15"018                     | 15      | 15    |
| 4   | 14 | Fernando Alonso    | Alpine-Renault            | 70   | +15"651                     | 9       | 12    |
| 5   | 10 | Pierre Gasly       | AlphaTauri-Honda          | 70   | +1'03"614                   | 5       | 11    |
| 6   | 22 | Yuki Tsunoda       | AlphaTauri-Honda          | 70   | +1'15"803                   | 16      | 8     |
| 7   | 6  | Nicholas Latifi    | Williams-Mercedes         | 70   | +1"17"910                   | 18      | 6     |
| 8   | 63 | George Russell     | Williams-Mercedes         | 70   | +1'19"094                   | 17      | 4     |
| 9   | 33 | Max Verstappen     | Red Bull Racing-Honda     | 70   | +1'20"244                   | 3       | 2     |
| 10  | 7  | Kimi Räikkönen     | Alfa Romeo Racing-Ferrari | 69   | +1 giro                     | 13      | 1     |
| 11  | 3  | Daniel Ricciardo   | McLaren-Mercedes          | 69   | +1 giro                     | 11      |       |
| 12  | 47 | Mick Schumacher    | Haas-Ferrari              | 69   | +1 giro                     | 20      |       |
| 13  | 99 | Antonio Giovinazzi | Alfa Romeo Racing-Ferrari | 69   | +1 giro                     | PL      |       |
| Rit | 9  | Nikita Mazepin     | Haas-Ferrari              | 3    | Collisione con K. Räikkönen | 19      |       |
| Rit | 4  | Lando Norris       | McLaren-Mercedes          | 2    | Danni da incidente          | 6       |       |
| Rit | 77 | Valtteri Bottas    | Mercedes                  | 0    | Collisione con L. Norris    | 2       |       |
| Rit | 11 | Sergio Pérez       | Red Bull Racing-Honda     | 0    | Collisione con V. Bottas    | 4       |       |
| Rit | 16 | Charles Leclerc    | Ferrari                   | 0    | Collisione con L. Stroll    | 7       |       |
| Rit | 18 | Lance Stroll       | Aston Martin-Mercedes     | 0    | Collisione con C. Leclerc   | 12      |       |
| SQ  | 5  | Sebastian Vettel   | Aston Martin-Mercedes     | 70   | Carburante insufficiente    | 10      |       |

Pierre Gasly riceve un punto addizionale per avere segnato il giro più veloce della gara.

## Classifiche mondiali

### Piloti
| Pos | Pilota             | Punti |
| --- | ------------------ | ----- |
| 1   | Lewis Hamilton     | 195   |
| 2   | Max Verstappen     | 187   |
| 3   | Lando Norris       | 113   |
| 4   | Valtteri Bottas    | 108   |
| 5   | Sergio Pérez       | 104   |
| 6   | Carlos Sainz Jr.   | 83    |
| 7   | Charles Leclerc    | 80    |
| 8   | Pierre Gasly       | 50    |
| 9   | Daniel Ricciardo   | 50    |
| 10  | Esteban Ocon       | 39    |
| 11  | Fernando Alonso    | 38    |
| 12  | Sebastian Vettel   | 30    |
| 13  | Yuki Tsunoda       | 18    |
| 14  | Lance Stroll       | 18    |
| 15  | Nicholas Latifi    | 6     |
| 16  | George Russell     | 4     |
| 17  | Kimi Räikkönen     | 2     |
| 18  | Antonio Giovinazzi | 1     |

### Costruttori
| Pos | Costruttore               | Punti |
| --- | ------------------------- | ----- |
| 1   | Mercedes                  | 303   |
| 2   | Red Bull Racing-Honda     | 291   |
| 3   | Ferrari                   | 163   |
| 4   | McLaren-Mercedes          | 163   |
| 5   | Alpine-Renault            | 77    |
| 6   | AlphaTauri-Honda          | 68    |
| 7   | Aston Martin-Mercedes     | 48    |
| 8   | Williams-Mercedes         | 10    |
| 9   | Alfa Romeo Racing-Ferrari | 3     |

## Decisioni della FIA
Valtteri Bottas e Lance Stroll vengono penalizzati di cinque posizioni sulla griglia di partenza del successivo Gran Premio del Belgio e di due punti sulla superlicenza per avere causato un incidente alla prima curva nel corso del primo giro che ha coinvolto, e costretto al ritiro, alcuni piloti.
Al termine della gara Valtteri Bottas, Lance Stroll, Sebastian Vettel e Carlos Sainz Jr. vengono convocati dai commissari sportivi per non avere seguito le istruzioni stabilite dalla direzione di gara prima che quest'ultima si svolgesse. Esteban Ocon viene invece convocato per non avere seguito le istruzioni stabilite dalla direzione di gara al termine di essa. Tutti i piloti ricevono una reprimenda, la prima della stagione.
In accordo con le normali procedure di verifica della Federazione al termine del Gran Premio, dalla vettura di Sebastian Vettel è stato solamente possibile estrarre 0,3 litri di carburante. Per questo motivo un delegato tecnico dell'Aston Martin viene convocato dai commissari sportivi. Vettel, giunto secondo all'arrivo, viene squalificato dalla gara in quanto, secondo il regolamento, ogni vettura alla fine di essa deve essere in grado di fornire alla Federazione un campione di almeno un litro di carburante. Dopo avere espresso l'intenzione di presentare un reclamo contro l'esclusione del proprio pilota dalla classifica finale della gara, il giovedì successivo alla disputa di essa, entro il tempo limite di 96 ore stabilito dalla Federazione, la scuderia britannica richiede di esercitare il diritto di revisione contro la decisione presa dai commissari sportivi. Il reclamo, per essere preso in considerazione, deve includere nuovi elementi significativi che non erano disponibili quando i commissari hanno squalificato il pilota tedesco il giorno della gara. Il lunedì seguente, la Federazione, nonostante l'Aston Martin affermi che si sia verificato un guasto al sistema dell'alimentazione sulla vettura, il quale avrebbe effettivamente fatto scendere il carburante all’interno del serbatoio al di sotto del limite di un litro imposto dal regolamento tecnico, respinge il diritto di revisione presentato dalla scuderia contro la squalifica comminata a Sebastian Vettel, constatando che non importa come mai sia rimasto meno di un litro di carburante, ma che ne sia rimasto poco e che questo rappresenti una violazione del regolamento tecnico. L'esclusione del pilota tedesco dalla gara viene così confermata. La scuderia, dopo avere inizialmente valutato di ricorrere in appello, decide di non proseguire con la richiesta, dopo essersi vista respinta la prima istanza presentata alla Federazione.